# Neusesermühle

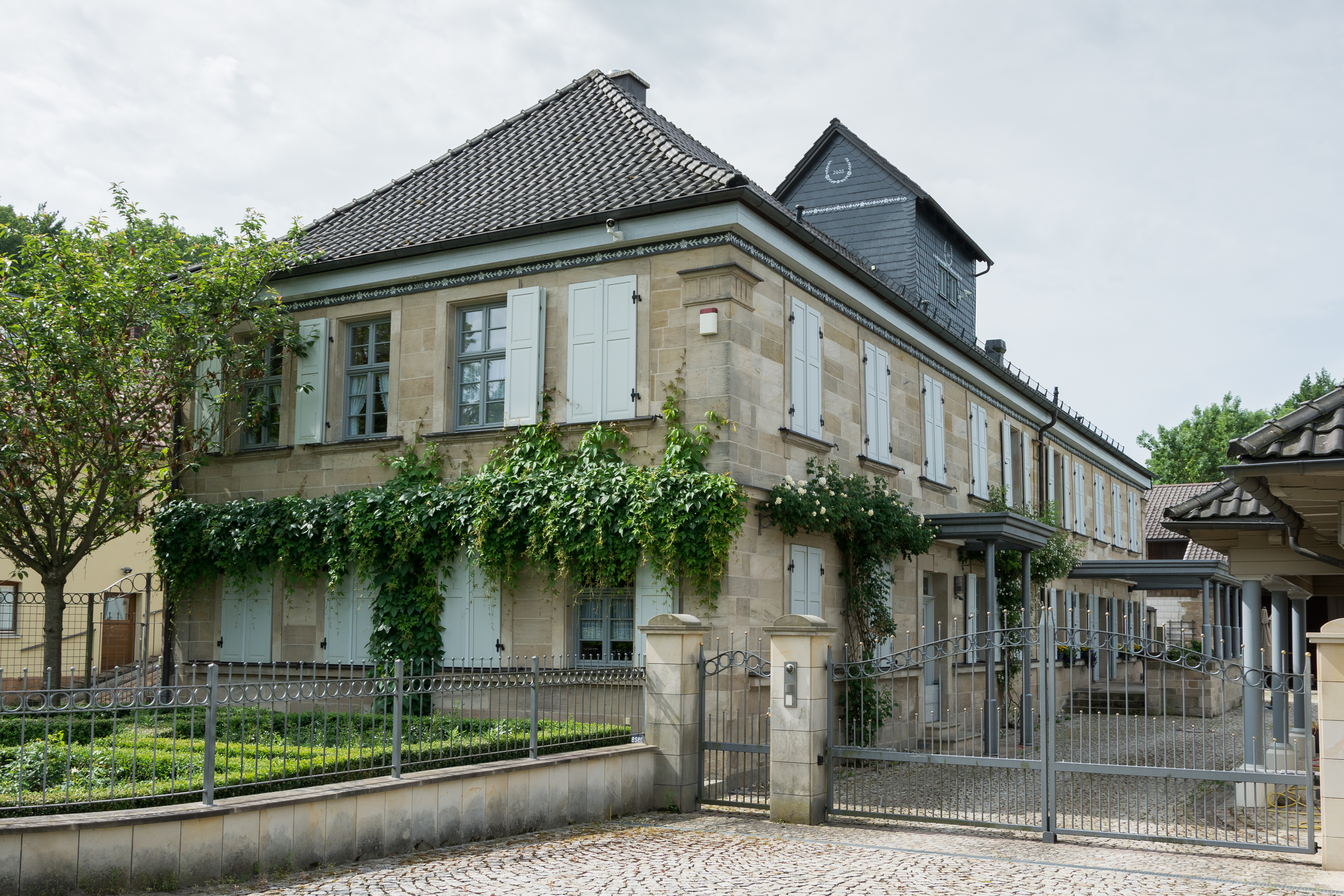
Als Baudenkmal geschütztes Gebäude Neuseser Mühle 1

Neusesermühle ist ein Gemeindeteil der Kreisstadt Kronach im Landkreis Kronach (Oberfranken, Bayern).

## Geographie
Die Einöde liegt am rechten Ufer der Rodach. Ein Anliegerweg führt nach Neuses (0,5 km nördlich).

## Geschichte
Gegen Ende des 18. Jahrhunderts gehörte die Neusesermühle zu Neuses. Das Hochgericht übte das bambergische Centamt Kronach aus. Grundherr der Mahl- und Schneidmühle war der Lehenhof Bamberg.
Mit dem Gemeindeedikt wurde Neusesermühle dem 1808 gebildeten Steuerdistrikt Neuses und der 1818 gebildeten Ruralgemeinde Neuses zugewiesen. Am 1. Mai 1978 wurde Neusesermühle im Zuge der Gebietsreform in Bayern in Kronach eingegliedert.

### Baudenkmäler
- Haus Nr. 1: Mühle

### Einwohnerentwicklung
| Jahr      | 001818 | 001861 | 001871 | 001885 | 001900 | 001925 | 001950 | 001961 | 001970 | 001987 |
| Einwohner |        | 17     | 14     | 12     | 19     | 8      | 8      | 16     | 13     | 8      |
| Häuser    | 1      |        |        | 2      | 1      | 1      | 1      | 2      |        | 2      |
| Quelle    | [ 5 ]  | [ 7 ]  | [ 8 ]  | [ 9 ]  | [ 10 ] | [ 11 ] | [ 12 ] | [ 13 ] | [ 14 ] | [ 1 ]  |

## Religion
Der Ort ist römisch-katholisch geprägt und war ursprünglich nach St. Johannes der Täufer (Kronach) gepfarrt, seit der zweiten Hälfte des 20. Jahrhunderts ist die Pfarrei St. Sebastian (Neuses) zuständig.